# Marie Heurtin
Marie Heurtin is een Franse film uit 2014 onder regie van Jean-Pierre Améris. De film ging in première op 10 augustus op het Internationaal filmfestival van Locarno in de sectie Piazza Grande waar hij de Variety Piazza Grande Award won.

## Verhaal
De film is gebaseerd op het waargebeurde verhaal van de doof en blind geboren Marie Heurtin (1885-1921). Marie komt op 14-jarige leeftijd bij de Filles de la Sagesse terecht in het "Institut Larnay" bij Poitiers. Ze is onhandelbaar en agressief en heeft door haar handicap geen contact met de buitenwereld. Sœur Marguerite ontfermt zich over het meisje. Eerst is het moeilijk door te dringen bij Marie maar uiteindelijk kan ze via tactiele gebarentaal contact krijgen met Marie. Ze leert haar het handalfabet en braille. Wanneer Margueritte ziek wordt, beseft Marie dat ze zonder haar niet verder kan.

## Rolverdeling
| Acteur            | Personage       |
| ----------------- | --------------- |
| Isabelle Carré    | Sœur Marguerite |
| Ariana Rivoire    | Marie Heurtin   |
| Brigitte Catillon | Mère Supérieure |
| Noémie Churlet    | Sœur Raphaëlle  |

## Prijzen & nominaties
| jaar | prijs                               | categorie                   | genomineerde(n)           | uitslag     |
| ---- | ----------------------------------- | --------------------------- | ------------------------- | ----------- |
| 2014 | Chicago International Film Festival | Audience Choice Award       | Audience Choice Award     | Genomineerd |
| 2014 | Filmfestival van Locarno            | Variety Piazza Grande Award | Jean-Pierre Améris        | Gewonnen    |
| 2014 | Filmfestival van Valladolid         | Golden Spike – Beste film   | Golden Spike – Beste film | Genomineerd |